# Jeff Hawke
Jeff Hawke è un personaggio immaginario creato da Sydney Jordan e protagonista di una omonima serie di strisce a fumetti giornaliere pubblicate in Gran Bretagna sul quotidiano Daily Express dal 1954 al 1974.
L'autore scozzese si dedicò per quasi trent'anni, avvalendosi fino al 1969 dell'amico William Patterson come sceneggiatore. Jeff Hawke è considerato un classico e un caposaldo della fantascienza a fumetti grazie alle storie dalle trame articolate e con personaggi ben caratterizzati. Molti temi furono alla base della fantascienza successiva. È ritenuto una dei migliori del genere e una tappa fondamentale per l'evoluzione della fantascienza.
Oltre rappresentare i mezzi meccanici con un realismo derivante dai suoi studi di ingegneria, Jordan arriva ad anticiparne le idee, avvalendosi dei progetti dell'industria aerospaziale;. Nell'epoca della collaborazione di Patterson, la serie precorse i tempi, anticipando eventi realmente avvenuti e prevedendo lo sbarco sulla luna nell'estate 1969.

## Storia editoriale
La serie a strisce esordì sul quotidiano britannico Daily Express il 15 febbraio 1954 e fu pubblicata fino al 18 aprile 1974. Essa nacque dalla passione di Jordan per il modellismo e per i fumetti di fantascienza che si divertiva a disegnare sin da adolescente, sviluppando il personaggio del militare britannico con due suoi amici, Eric Souster e Jim Gilbert. Il fumetto fu acquistato dal Daily Express nel 1954, incaricando Jordan di realizzare una serie a strisce. Le prime storie erano molto ingenue, con caratteri tipici della space opera di quegli anni e con disegni mediocri anche se, grazie agli studi di Jordan presso la Miles Aeronautical Technical School, caratterizzati da un taglio realistico che li differenziava notevolmente da quelli di serie simili come Flash Gordon e Brick Bradford. Jordan continuò da solo le prime strisce occupandosi sia dei testi che dei disegni. Inizialmente le trame seguono i canoni delle avventure di fantascienza del periodo ma due anni dopo subentrò l'amico di vecchia data William Patterson come sceneggiatore, che conferì maturità della serie e divenendo il principale sceneggiatore, dal 1960 al 1969. Grande appassionato di fantascienza e di autori come Asimov, Clarke e Simak, Patterson introdusse nuovi personaggi allargando il campo d'azione della serie e questo permise a Jordan di concentrarsi sui disegni e migliorarne lo stile; è considerato il periodo migliore della serie. Patterson abbandona l'impegno nel 1969 per motivi di salute. Oltre a Jordan e Patterson altri autori collaborarono alle sceneggiature: Leslie Hatch, Duncan Lunan, Harry Harrison, Marise Morland e Gordon Dick mentre Jordan fu aiutato nei disegni da Nick Faure, Paul Neary, Martin Asbury e Brian Bolland, non sempre accreditati.
La serie cessò nel 1974 - l'ultima striscia fu pubblicata il 18 aprile 1974 - e Jordan interruppe anche i rapporti con il Daily Express perché l'editore non gli riconosceva i diritti d'autore e così, nel 1976, realizzò per lo Scottish Sunday Mail una nuova serie di fantascienza ambientata nel 2076, incentrata sul medico spaziale Lance McLane, una versione di Jeff Hawke proiettata ulteriormente nel futuro. Di questa serie realizzò 351 strisce (contrassegnate da una M). Jordan nel 1979 riprese il personaggio accordandosi con una grande agenzia per distribuire la serie negli Stati Uniti. Nella nuova serie, nata come evoluzione di quella su Lance McLane, Jeff Hawke finisce in un buco nero che lo fa viaggiare nel tempo fino al 2076; vennero utilizzati ambienti e personaggi - oltre anche a molte strisce già realizzate - della serie di Lance McLane. La nuova serie fu definitivamente interrotta all'inizio degli anni ottanta quando Jordan decise di dedicarsi all'attività di sceneggiatore per il cinema.

### Edizione italiana
In Italia,, il quotidiano Il Giorno iniziò a pubblicare Jeff Hawke il 24-4-1962 con la striscia n. 1103 e proseguì fino al 12-5-1966 con la striscia n. 3644. Il 13-5-1966 ha ripreso la serie a partire dalla striscia n. 1, terminando bruscamente con la striscia n. 480 del 12-3-1967. Nel frattempo Jeff Hawke fu pubblicato nel 1965 sul secondo numero della rivista Linus che poi continuò a inserire storie complete in numeri e supplementi successivi fino al 1983. Dai primi anni settanta fu pubblicato pure in gruppi di strisce sul quotidiano romano Il Messaggero. La Stampa Sera di Torino pubblicò a partire dal 25-10-1971 le strisce da H2290 a H3951. Successivamente la Milano Libri, del gruppo Rizzoli Editore, ha organizzato e pubblicato le storie (da H0001 a H 8865) in una serie di volumi, indicandolo in copertina, come "il primo fumetto avventuroso adulto". La storia inedita La beffa del tempo (107 strisce) fu pubblicata nel 1987 sui numeri 10 e 11 della rivista Corto Maltese. Nel 2014 la Fondazione Rosellini ha pubblicato due volumi con le ultime avventure di Jeff Hawke, le strisce da H 8866 a H 9454 (nel primo) e Vele nel Rosso Tramonto e Il Diavolo a Rennes-le-Château, breve storia autoconclusiva nel secondo.

## Biografia del personaggio
In un futuro prossimo, Robert Jeffrey Hawke, detto Jeff, è un ingegnere e pilota collaudatore della R.A.F. dotato di intuito e di preparazione scientifica. Biondo ed atletico, è dotato di sangue freddo ed elevata moralità. La sua residenza è in Church Street nel quartiere londinese di Kensington. Il suo migliore amico e collaboratore - incontrato successivamente - è il tecnico canadese di origine scozzese Mac MacLean.
A seguito ad una collisione aerea con un disco volante viene salvato in extremis dagli alieni incorporei, chiamati gli "Esseri Celesti" (the Shining Ones), i quali gli propongono di divenire una sorta di ambasciatore terrestre, per la risoluzione di questioni con il Cosmo. Hawke accetta, portandolo in una lunga serie di avventure e situazioni di tutti i tipi spesso accompagnato dal suo alter ego Mac Mclean. Tra incontri e controversie con razze di mondi lontanissimi - progredite ma con debolezze più che umane - Hawke incorre nei misteri che affascinano i Terrestri, dal mostro di Loch Ness alla Lampada di Aladino, un comunicatore alieno finito sulla scrivania di un archeologo londinese.. Con il tempo il personaggio di Jeff Hawke acquista il ruolo di indagatore della verità, per istanza di conoscenza, che propugna un sapere unico e indivisibile, sintesi di quello umanistico e di quello scientifico, facendosi guidare da un'intelligenza intuitiva, una preparazione scientifica e un'apertura mentale davvero straordinarie.
Di ritorno da una missione, Jeff finisce in un buco nero dal quale viene salvato nuovamente dagli Esseri Celesti ma proiettato in un apocalittico secolo ventunesimo, in una Terra colpita da nuova glaciazione.

## Personaggi
- Mac MacLean: collega di Jeff, ingegnere, pilota ed astronauta canadese di origine scozzese. Impulsivo ma dotato di coraggio e spirito d'iniziativa, funge da spalla in molte avventure; appassionato di auto da corsa e alpinismo. È l'unico terrestre che ritorna frequentemente nella serie;[5][9]
- Laura Gilton: È la fidanzata di Hawke. Appare nel secondo episodio come la figlia di un medico di campagna che risiede nei pressi dell'aeroporto dove Jeff presta servizio. Laura accompagna Jeff e Mac per uscire di scena nel quindicesimo episodio, Sopravvivenza, per riapparire occasionalmente in diversi episodi, tra i quali Stella vagabonda e con altra capigliatura.[9]
- Sua Eccellenza e Kolvorok: Rispettivamente capo della Polizia Intergalattica, un umanoide dall'aspetto di rettile e dal tono cattedratico[19] ― e suo braccio destro,  personaggio comico, dal corpo tentacolato a forma di limone sul quale si staglia un solo enorme occhio,, dalla verbosità pari all'inettitudine. Il suo superiore lo tollera a malapena.
- Chalcedon: gigantesco umanoide extraterrestre[9], arrogante, ipocrita, spietato e megalomane, è un criminale interstellare;[5] Patterson affermò di essersi ispirato a sé stesso e agli antichi ribelli di Scozia datisi al brigantaggio.[senza fonte] Appare per la prima volta nell'episodio Asilo, per poi ripresentarsi in Il dominatore, Avvocato difensore, Figliol prodigo, Incognito, Libertà, Consiglio legale, Via terra e Racconto della cometa. In Erede legittimo, Kolvorok narra dell'ultima fuga del bandito, lanciatosi da un dirupo e sparito misteriosamente. Un personaggio simile e dal nome vagamente scozzese compare nella storia Il biscazziere.
- Fortuna: avvenente androide telepate dalle fattezze femminili, creata dai maghi di Anacoreta, un pianeta di scienziati; è innamorata di Jeff;[5]
- Esseri Celesti (the Shining Ones): Creature incorporee luminescenti che appaiono nel primo episodio, offrendo a Hawke dapprima salvezza e poi slancio per le avventure spaziali. Tornano venti anni dopo salvandolo da un buco nero a costo dell'esilio temporale.
- Ultar: Abitante di Marte, di forma umana e viso angelico. Esemplare di una linea di alieni geneticamente modificati atti a popolare la Terra in seguito all'invasione marziana. Diversamente dai loro capostipiti orrendi e spietati, i marziani di Ultar sono pacifici ed aiutano i terrestri a sconfiggere i primi scongiurando la catastrofe. In alcuni successivi episodi Ultar ed altri marziani collaborano con Hawke e Mac.
- Cappuccio (Hood): avventuriero, seduttore e simpatico impostore. Vive in una corazza conica.[5]

## Elenco degli episodi
Le strisce sono identificate da un codice con la lettera H seguita dal numero progressivo. Le pubblicazioni sul Daily Express terminano il 18 aprile 1974 con la striscia H6175. Jordan negli anni successivi pubblicò nuovi episodi, arrivando alla H6487.
Nel 1976 esordì la striscia Lance McLane con temi simili a quelli di Jeff Hawke che permise, per il mercato estero, di proporre le strisce del nuovo personaggio come se fossero di Jeff Hawke, realizzando strisce di raccordo (ovvero quelle della storia Erede legittimo) che spiegano perché Jeff Hawke si trovasse qualche decennio nel futuro occupando il corpo di Lance McLane.
Poté così proseguire, almeno per il mercato estero, la numerazione delle strisce, sino alla striscia H8865 escludendo dalla numerazione le prime strisce di Lance McLane.
Oltre a queste strisce esistono altre storie realizzate appositamente per la rivista italiana Corto Maltese negli anni ottanta che portano le sigle NB1-NB106.
| Cronologia delle strisce | Cronologia delle strisce | Cronologia delle strisce | Cronologia delle strisce | Cronologia delle strisce  | Cronologia delle strisce |  |
| n.                       | Titolo | Testi                    | Disegni                  | Strisce                   | Data prima pubblicazione |  |
| ------------------------ | --- | ------------------------ | ------------------------ | ------------------------- | ------------------------ |  |
| 1                        | Jeff Hawke Space Rider (id. id.)                                                                                                 | SJ                       | SJ                       | 1 - 138 (138 strisce)     | 1954-02-15 / 1954-07-26  |  |
| 2                        | L'invasione dei marziani (The Martian invasion)                                                                                  | SJ                       | SJ                       | 139 - 388 (249 strisce)   | 1954-07-27 / 1955-06-22  |  |
| 3                        | (The search for Asteron) | SJ                       | SJ                       | 389 - 502 (113 strisce)   | 1955-06-23 / 1955-11-01  |  |
| 4                        | La minaccia del passato (The threat of the past)                                                                                 | SJ                       | SJ                       | 503 - 642 (139 strisce)   | 1955-11-02 / 1956-04-16  |  |
| 5                        | L'energia contraria (Opposite power)                                                                                             | SJ                       | SJ                       | 643 - 702 (59 strisce)    | 1956-04-17 / 1956-06-25  |  |
| 6                        | Asilo (Sanctuary) | WP/SJ                    | SJ                       | 703 - 809 (106 strisce)   | 1956-06-26 / 1956-10-27  |  |
| 7                        | L'isola inquieta (Unquiet island)                                                                                                | WP                       | SJ                       | 810 - 927 (117 strisce)   | 1956-10-29 / 1957-03-16  |  |
| 8                        | Il naufrago (The castaway) | WP                       | SJ                       | 928 - 1098 (170 strisce)  | 1957-03-18 / 1957-10-03  |  |
| 9                        | Separati (Out of touch) | HH                       | SJ                       | 1099 - 1253 (153 strisce) | 1957-10-04 / 1958-04-05  |  |
| 10                       | Spacciatori di droga (The dream pedlars)                                                                                         | SJ                       | SJ                       | 1254 - 1399 (145 strisce) | 1958-04-07 / 1958-09-23  |  |
| 11                       | Antipodi (Poles apart) | WP/SJ                    | SJ                       | 1400 - 1544 (144 strisce) | 1958-09-24 / 1959-03-13  |  |
| 12                       | Sacrificio (Sacrifice) | SJ                       | SJ                       | 1545 - 1712 (167 strisce) | 1959-03-14 / 1959-09-26  |  |
| 13                       | Tempo mentale (Time out of mind)                                                                                                 | SJ                       | SJ                       | 1713 - 1824 (111 strisce) | 1959-09-28 / 1960-02-09  |  |
| 14                       | Il dominatore (Overlord) | WP                       | SJ                       | 1825 - 1939 (114 strisce) | 1960-02-10 / 1960-06-20  |  |
| 15                       | Sopravvivenza (Survival) | WP                       | SJ                       | 1940 - 2011 (71 strisce)  | 1960-06-21 / 1960-09-12  |  |
| 16                       | La lampada miracolosa (The wondrous lamp)                                                                                        | WP                       | SJ                       | 2012 - 2163 (151 strisce) | 1960-09-13 / 1961-03-11  |  |
| 17                       | Avvocato difensore (Counsel for the defense)                                                                                     | WP                       | SJ                       | 2164 - 2285 (120 strisce) | 1961-03-13 / 1961-08-02  |  |
| 18                       | Un esperto (Pastmaster) | WP                       | SJ                       | 2286 - 2351 (65 strisce)  | 1961-08-03 / 1961-10-18  |  |
| 19                       | I giocattoli immortali (Immortal toys)                                                                                           | WP                       | SJ                       | 2352 - 2494 (142 strisce) | 1961-10-19 / 1962-04-05  |  |
| 20                       | Gli ambasciatori (The ambassadors)                                                                                               | WP                       | SJ                       | 2495 - 2578 (83 strisce)  | 1962-04-06 / 1962-07-13  |  |
| 21                       | Il biscazziere (The gamesman) | WP                       | SJ                       | 2579 - 2639 (60 strisce)  | 1962-07-14 / 1962-09-23  |  |
| 22                       | Un esame (A test case) | WP                       | SJ                       | 2640 - 2724 (84 strisce)  | 1962-09-24 - 1963-01-02  |  |
| 23                       | Via il pacco (Pass the parcel)                                                                                                   | SJ                       | SJ                       | 2725 - 2816 (91 strisce)  | 1963-01-03 / 1963-04-20  |  |
| 24                       | Sostituzione (The changeling) | WP                       | SJ                       | 2817 - 2884 (67 strisce)  | 1963-04-21 / 1963-07-08  |  |
| 25                       | Rip Van Haddow (id. id.) | WP                       | SJ                       | 2885 - 2950 (65 strisce)  | 1963-07-09 / 1963-09-24  |  |
| 26                       | Figliol prodigo (Prodigal son)                                                                                                   | WP                       | SJ                       | 2951 - 3024 (73 strisce)  | 1963-09-25 / 1963-12-19  |  |
| 27                       | Nell'abisso (Uncanny deep) | WP                       | SJ                       | 3025 - 3082 (57 strisce)  | 1963-12-20 / 1964-01-27  |  |
| 28                       | Chi vince prende tutto (Winner gain all)                                                                                         | SJ                       | SJ                       | 3083 - 3152 (69 strisce)  | 1964-01-28 / 1964-05-21  |  |
| 29                       | Terra perduta (Faery Land forlorn)                                                                                               | WP                       | SJ                       | 3153 - 3238 (130 strisce) | 1964-05-22 / 1964-08-29  |  |
| 30                       | Il fronte dell'interferenza (A foreign body)                                                                                     | WP                       | SJ                       | 3239 - 3283 (44 strisce)  | 1964-08-31 / 1964-10-22  |  |
| 31                       | Naufragio lunare (Moonstruck) | SJ                       | SJ                       | 3284 - 3327 (43 strisce)  | 1964-10-23 / 1964-12-11  |  |
| 32                       | La mano amica (The helping hand)                                                                                                 | WP                       | SJ                       | 3328 - 3395 (67 strisce)  | 1964-12-12 / 1965-03-03  |  |
| 33                       | L'uomo antigravità (Anti-gravity man)                                                                                            | WP                       | SJ                       | 3396 - 3504 (108 strisce) | 1965-03-04 / 1965-07-09  |  |
| 34                       | Made In Birmingham (id. id.) | WP                       | SJ                       | 3505 - 3566 (61 strisce)  | 1965-07-10 / 1965-09-20  |  |
| 35                       | La sonda petrolifera (The oil rig)                                                                                               | WP                       | SJ                       | 3567 - 3623 (56 strisce)  | 1965-09-21 / 1965-11-25  |  |
| 36                       | Incognito (id. id.) | WP                       | SJ                       | 3624 - 3644 (20 strisce)  | 1965-11-26 / 1965-12-20  |  |
| 37                       | La traversata atlantica (The great Atlantic crossing)                                                                            | WP                       | SJ                       | 3645 - 3735 (90 strisce)  | 1965-12-21 / 1966-04-08  |  |
| 38                       | Libertà (Getaway) | WP                       | SJ                       | 3736 - 3753 (17 strisce)  | 1966-04-09 / 1966-04-29  |  |
| 39                       | Fantasma Errante (Ghost errant)                                                                                                  | WP                       | SJ                       | 3754 - 3819 (65 strisce)  | 1966-04-30 / 1966-07-15  |  |
| 40                       | Consiglio legale (A word of advice)                                                                                              | WP                       | SJ                       | 3820 - 3846 (26 strisce)  | 1966-07-16 / 1966-08-16  |  |
| 41                       | Esseri intelligenti (The intelligent ones)                                                                                       | WP                       | SJ                       | 3847 - 3896 (49 strisce)  | 1966-08-17 / 1966-10-13  |  |
| 42                       | Wildcat (id. id.) | WP                       | SJ                       | 3897 - 3951 (54 strisce)  | 1966-10-14 / 1966-12-16  |  |
| 43                       | Via terra (Overland) | WP                       | SJ                       | 3952 - 4084 (132 strisce) | 1966-12-17 / 1967-05-24  |  |
| 44                       | Il motore che andava ad erba (The engine that worked on grass)                                                                   | WP                       | SJ                       | 4085 - 4173 (88 strisce)  | 1967-05-25 / 1967-09-05  |  |
| 45                       | Il buco nello spazio (The hole in space)                                                                                         | WP                       | SJ                       | 4174 - 4261 (87 strisce)  | 1967-09-06 / 1967-12-16  |  |
| 46                       | The Venusian Club (id. id.) | WP                       | SJ                       | 4262 - 4361 (99 strisce)  | 1967-12-18 / 1968-04-15  |  |
| 47                       | Catastrofe (Cataclysm) | WP                       | SJ                       | 4362 - 4433 (71 strisce)  | 1968-04-16 / 1968-07-09  |  |
| 48                       | Poltergeist (The poltergeist) | WP                       | SJ                       | 4434 - 4517 (83 strisce)  | 1968-07-10 / 1968-11-22  |  |
| 49                       | Stella vagabonda (Rogue star) | WP                       | SJ                       | 4518 - 4595 (77 strisce)  | 1968-11-23 / 1969-02-24  |  |
| 50                       | La Luna esplode (The day the Moon nearly exploded)                                                                               | WP                       | SJ                       | 4596 - 4643 (47 strisce)  | 1969-02-25 / 1969-04-21  |  |
| 51                       | L'astronave misteriosa (The strange ship)                                                                                        | WP                       | SJ                       | 4644 - 4700 (56 strisce)  | 1969-04-22 / 1969-06-29  |  |
| 52                       | La figlia di Eros (Daughter of Eros)                                                                                             | SJ                       | SJ/NF                    | 4701 - 4839 (138 strisce) | 1969-06-30 / 1969-12-08  |  |
| 53                       | S. O. S. (id. id.) | SJ                       | SJ/NF                    | 4840 - 4916 (76 strisce)  | 1969-12-09 / 1970-03-10  |  |
| 54                       | Spedizione di soccorso (Rescue party)                                                                                            | SJ                       | SJ/NF                    | 4917 - 5008 (91 strisce)  | 1970-03-11 / 1970-07-01  |  |
| 55                       | Chacondar! (id. id.) | SJ                       | SJ/NF                    | 5009 - 5074 (65 strisce)  | 1970-07-02 / 1970-09-16  |  |
| 56                       | Il libro dei mondi (The book of the worlds)                                                                                      | SJ                       | SJ/NF                    | 5075 - 5172 (97 strisce)  | 1970-09-17 / 1971-01-10  |  |
| 57                       | Il tempo è scombinato (Time is out of joint)                                                                                     | SJ                       | SJ/NF                    | 5173 - 5254 (81 strisce)  | 1971-01-12 / 1971-04-20  |  |
| 58                       | Un giorno ti troverò (Someday I'll find you)                                                                                     | SJ                       | SJ/NF                    | 5255 - 5330 (75 strisce)  | 1971-04-21 / 1971-07-17  |  |
| 59                       | Le api di Daedalus (The bees on Daedalus)                                                                                        | SJ                       | SJ/NF                    | 5331 - 5400 (69 strisce)  | 1971-07-19 / 1971-10-07  |  |
| 60                       | Hic sunt tigres (Here be tygers)                                                                                                 | SJ                       | SJ/NF                    | 5401 - 5498 (97 strisce)  | 1971-10-08 / 1972-02-01  |  |
| 61                       | Selena (id. id.) | SJ                       | SJ/NF                    | 5499 - 5625 (126 strisce) | 1972-02-02 / 1972-06-29  |  |
| 62                       | Inquilino senza contratto (Sitting tenants)                                                                                      | SJ                       | SJ/NF                    | 5626 - 5778 (152 strisce) | 1972-06-30 / 1973-01-01  |  |
| 63                       | Il mistero di Shorty (Shorty's secret)                                                                                           | SJ                       | SJ/NF/MA                 | 5779 - 5904 (125 strisce) | 1973-01-02 / 1973-05-31  |  |
| 64                       | In fuga (On the run) | SJ                       | SJ/NF                    | 5905 - 6001 (96 strisce)  | 1973-06-01 / 1973-09-21  |  |
| 65                       | Il racconto della cometa (The comet's tale)                                                                                      | SJ                       | SJ/NF                    | 6002 - 6118 (116 strisce) | 1973-09-22 / 1974-02-09  |  |
| 66                       | Prima persona plurale (The first person plural)                                                                                  | SJ                       | SJ/NF                    | 6119 - 6175 (56 strisce)  | 1974-02-11 / 1974-04-18  |  |
| 67                       | I venti di Marte (The winds of Mars)                                                                                             | SJ                       | SJ                       | 6176 - 6257 (81 strisce)  | 1975-11-04 / 1976-??-??  |  |
| 68                       | Moratorro (id. id.) | SJ                       | SJ                       | 6258 - 6413 (155 strisce) | 1975-05-05 - 1975-11-01  |  |
| 69                       | Erede legittimo (Heir apparent)                                                                                                  | SJ                       | SJ/BB/PN                 | 6414 - 6493               |                          |  |
| 70                       | La donna che fu re (The woman who would be king)                                                                                 |                          |                          | 6494 - 6590               |                          |  |
| 71                       | Lo scioglighiaccio (The ice burner)                                                                                              |                          |                          | 6591 - 6655               |                          |  |
| 72                       | Cerchio di gesso (Chalk circle)                                                                                                  |                          |                          | 6656 - 6697               |                          |  |
| 73                       | Apprendista stregone (Sorcerer’s apprentice)                                                                                     |                          |                          | 6698 - 6782               |                          |  |
| 74                       | Il canto dell'auriga (The song of the charioteer)                                                                                |                          |                          | 6783 - 6865               |                          |  |
| 75                       | La piccola gente (The little people)                                                                                             |                          |                          | 6866 - 6902               |                          |  |
| 76                       | Lo spettro possibile (The ghost of a chance)                                                                                     |                          |                          | 6903 - 6953               |                          |  |
| 77                       | Voodoo (id. id.) |                          |                          | 6954 - 6995               |                          |  |
| 78                       | L'artigiano delle stelle (Star maker)                                                                                            |                          |                          | 6996 - 7103               |                          |  |
| 79                       | Fratello di sangue (Blood brother)                                                                                               |                          |                          | 7104 - 7153               |                          |  |
| 80                       | I bei tempi andati (Dear dead days)                                                                                              |                          |                          | 7154 - 7289               |                          |  |
| 81                       | S. Giorgio e il drago (The dragon and St. George)                                                                                |                          |                          | 7290 - 7322               |                          |  |
| 82                       | Messia (Messiah) |                          |                          | 7323 - 7422               |                          |  |
| 83                       | Una notte ricordata (A night remembered)                                                                                         |                          |                          | 7423 - 7506               |                          |  |
| 84                       | Sirene cosmiche (The zoo) |                          |                          | 7507 - 7607               |                          |  |
| 85                       | Il posabasi (Base builder) |                          |                          | 7608 - 7696               |                          |  |
| 86                       | Vendita per corrispondenza (Mail order)                                                                                          |                          |                          | 7697 - 7753               |                          |  |
| 87                       | La rocca dei Templari (Baphomet)                                                                                                 |                          |                          | 7754 - 7837               |                          |  |
| 88                       | Time out (id. id.) |                          |                          | 7838 - 7881               |                          |  |
| 89                       | 2182 A.D. (pubblicata dalla Milano Libri come storia a sé, nella cronologia originale è in realtà un tutt'uno con la precedente) |                          |                          | 7882 - 7955               |                          |  |
| 90                       | A casa è il marinaio (Home is the sailor)                                                                                        |                          |                          | 7956 - 8060               |                          |  |
| 91                       | Storie congelate (Frozen assets)                                                                                                 |                          |                          | 8061 - 8168               |                          |  |
| 92                       | La fenice di Pasqua (The phoenix at Easter)                                                                                      |                          |                          | 8169 - 8279               |                          |  |
| 93                       | Tangaroa (id. id.) |                          |                          | 8280 - 8344               |                          |  |
| 94                       | Il nido della fenice (Nest of the phoenix)                                                                                       |                          |                          | 8345 - 8437               |                          |  |
| 95                       | Parlo con gli alberi (I talk to the trees)                                                                                       |                          |                          | 8438 - 8504               |                          |  |
| 96                       | Predatori alieni (The asset strippers)                                                                                           |                          |                          | 8505 - 8575               |                          |  |
| 97                       | Squalo dei cieli (The shark in the clear air)                                                                                    |                          |                          | 8576 - 8645               |                          |  |
| 98                       | I sogni che verranno (What dreams may come)                                                                                      |                          |                          | 8646 - 8753               |                          |  |
| 99                       | Il naufragio dell'esercito del faraone (Pharoah’s army got drownded)                                                             |                          |                          | 8754 - 8865               |                          |  |
| 100                      | Virus (id. id.) |                          |                          | 8866 - 9016               |                          |  |
| 101                      | Un messaggio per Medusa (A message from Medusa)                                                                                  |                          |                          | 9017 - 9169               |                          |  |
| 102                      | La beffa del tempo (Time's jest)                                                                                                 |                          |                          | 9170 - 9316               |                          |  |
| 103                      | Fuori dall'eclittica (Out of the ecliptic)                                                                                       |                          |                          | 9317 - 9439               |                          |  |
| 104                      | Cantico per Matusalemme (Song for Methuselah)                                                                                    |                          |                          | 9440 - 9454               |                          |  |
| 104                      | ...Vele rosse al tramonto! (Sails in the red sunset)                                                                             |                          |                          | A1356 - A1502             |                          |  |
| 104                      | ..Anche la morte può morire! (Even death may die)                                                                                |                          |                          | A1503 - A1652             |                          |  |